# Boromys torrei
Boromys torrei es una especie de roedor de la familia Echimyidae.

Esta especie se conoce a partir de depósitos de fósiles recientes que también contienen ratas, lo que sugiere que persistió hasta la era moderna y que la extinción siguió a la llegada de los colonos europeos.

## Distribución geográfica
Fue endémica de Cuba.

## Hábitat
Su hábitat natural era: zonas subtropicales o tropicales húmedas de tierras de baja altitud, bosques.